# Eriocaulon minimum
Eriocaulon minimum là một loài thực vật có hoa trong họ Eriocaulaceae. Loài này được Lam. mô tả khoa học đầu tiên năm 1789.